# Erik David Lindblom
Erik David Lindblom, född 23 maj 1897 i Luleå, död 29 oktober 1977 i Danderyds församling, var en svensk ingenjör och industriman. 

## Biografi
Efter studentexamen i Luleå 1916 utexaminerades Lindblom från Kungliga Tekniska högskolan 1920 och var ingenjör vid Elektriska prövningsanstalten 1920–1922. Han var assistent vid Kungliga Tekniska högskolan 1922–1925 och förste assistent 1925–1927. Han var ingenjör vid Centralgruppens Emissions AB 1923–1925, vid AB Elektrisk Malmletning 1924–1929, vid AB Electro-Invest 1930–1931 samt vid Aseas bergslagsfilial 1931–1932. Han var chef för Aseas hissavdelning i Stockholm 1932–1936, för STAL i Finspång 1936 och blev vice verkställande direktör där 1939. Han var verkställande direktör för STAL 1941–1955 (styrelseledamot 1939–1958). Han var verkställande direktör i AB International STAL Co 1955–1962 och konsult i Stal-Laval Turbin AB 1962–1967.
Lindblom deltog bland annat i utvecklingsarbetet av de första svenska jetmotorerna efter andra världskriget, vilket resulterade i prototyperna Skuten (1948), Dovern (1952) samt Glan (1956). De två första projekten lämnade aldrig prototypstadiet, medan det tredje projektet "Glan" senare vidareutvecklats till den stationära gasturbinen GT-35.

### Familj
David Lindblom gifte sig 1928 med Janesie Edström (1906–1987), dotter till ASEA-chefen Sigfrid Edström och hans fru, fredsaktivisten och förkämpen för kvinnlig rösträtt Ruth Randall Edström. Tillsammans fick de fem barn, däribland riksdagsmannen Birgitta Hambraeus. Makarna Lindblom är begravda på Hovdestalunds kyrkogård i Västerås.